# مضخة البالون الأبهري

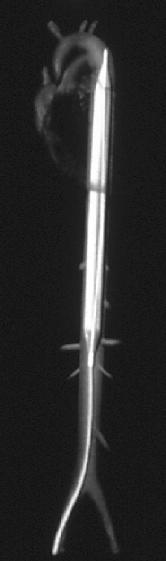
مضخة البالون الأبهري

مضخة البالون الأبهري (بالإنجليزية: Intra-aortic balloon pump)‏ هو جهاز ميكانيكي يزيد من تروية الأكسجين في عضلة القلب ويزيد بشكل غير مباشر من النتاج القلبي من خلال تقليل الحمولة التلوية. يتكون من بالون بوليمر يقع في الشريان الأورطي، على بعد حوالي 2 سم من الشريان تحت الترقوة الأيسر، ينفخ البالون ويتم افراغ الهواء من خلال معاكسة النبضان بالبالون داخل الشريان الأبهري، مما يعني أنه يتم افراع البالون في عملية انقباض القلب ويتم نفخه في عملية الانبساط. تقلل عملية تفريغ الهواء عند انقباض عضلة القلب الحمولة التلوية من خلال تأثير الفراغ (التخلية) ويزيد بشكل غير مباشر من التدفق الأمامي من القلب، عملية نفخ البالون تزيد خلال عملية انبساط عضلة القلب من تدفق الدم إلى الشرايين التاجية عن طريق التدفق الرجعي، تجتمع هذه الإجراءات لتقليل الطلب على الأكسجين عضلة القلب وزيادة إمدادات الأكسجين عضلة القلب.
يتم التحكم في آلية العمل بواسطة كومبيوتر عن طريق نفخ البالون بالهيليوم عند انبساط القلب، ويكون مرتبط مع مخطط كهربائي للقلب أو مع محول الإشارة في الطرف البعيد للقسطرة، يتم استخدام الهليوم لأن لزوجته المنخفضة تسمح له بالانتقال بسرعة عبر الأنابيب الطويلة الموصولة ، ولكن لديه خطر أعلى من الهواء من التسبب في الانسداد إذا تمزق البالون.

## دواعي الاستخدام
هناك العديد من الفوائد لاستخدام هذا الجهاز:
- الصدمة القلبية عند استخدامها وحدها كعلاج لاحتشاء عضلة القلب 9-22% على يبقون على قيد الحياة في السنة الأولى.
- العيوب الميكانيكية داخل القلب التي تؤدي إلى الاحتشاء، مثل القلس التاجي الحاد وانثقاب الحاجز.
- العلاج الانحلالي لاحتشاء عضلة القلب الحاد.[4]
- تستفيد الذبحة الصدرية غير المستقرة من معاكسة النبضان.
- تدخل تاجي بطريق الجلد

## موانع الاستخدام

### موانع مطلقة
1. قصور شديد في الصمام الأبهري[2]
2. تسلخ الأبهر[2]
3. مرض انسداد الشريان الأبهري الحاد وتضيق الشريان السباتي الثنائي[3]

### موانع نسبية
1. ترقيع الأوعية الدموية الاصطناعية في الشريان الأبهري[3]
2. أم الدم الأبهرية[3]
3. الإنتان